# هاروئو هیرویاما
هاروئو هیرویاما (ژاپنی: 広山 晴士؛ زادهٔ ۱۶ ژوئن ۱۹۷۱) یک بازیکن فوتبال اهل ژاپن است.
از باشگاه‌هایی که در آن بازی کرده‌است می‌توان به باشگاه فوتبال توکیو وردی اشاره کرد.